# Kalikangkung
Kalikangkung is een bestuurslaag in het regentschap Tegal van de provincie Midden-Java, Indonesië. Kalikangkung telt 4179 inwoners (volkstelling 2010).